# Someday I’ll Be Saturday Night
Someday I'll Be Saturday Night – singel zespołu Bon Jovi wydany w 1995 przez wytwórnię Mercury Records, promujący album Cross Road. 
Nagranie utworu z koncertu w Melbourne z 10 listopada 1995 zostało umieszczone na kompilacji One Wild Night Live 1985–2001.

## Spis utworów
Sporządzono na podstawie materiału źródłowego.
1. "Someday I'll Be Saturday Night"
2. "Good Guys Don't Always Wear White"
3. "Prayer '94"
4. "Livin’ on a Prayer" (Live)

## Pozycje na listach przebojów
| Lista (2000)       | Pozycja |
| ------------------ | ------- |
| Norwegia           | 20      |
| Belgia             | 49/26   |
| UK Top 40          | 7       |
| German Top 100     | 37      |
| ARIA Singles Chart | 10      |
| Swiss Music Charts | 11      |
| Nowa Zelandia      | 45      |
| Holandia           | 17      |